# Grindon, Durham
Grindon är en by i civil parish Grindon and Thorpe Thewles, i kommunen Borough of Stockton-on-Tees, Storbritannien. Det ligger i grevskapet Durham och riksdelen England, i den centrala delen av landet, 400 km norr om huvudstaden London. Grindon var en civil parish fram till 2019 när blev den en del av Grindon and Thorpe Thewles och Wynyard civil parishes. Civil parish hade 2 484 invånare år 2011.